# NGC 5487
NGC 5487 est une galaxie spirale barrée située dans la constellation du Bouvier. Sa vitesse par rapport au fond diffus cosmologique est de 7 528 ± 18 km/s, ce qui correspond à une distance de Hubble de 111,0 ± 7,8 Mpc (∼362 millions d'al). NGC 5487 a été découverte par l'astronome américain George Mary Searle en 1868.
Selon la base de données Simbad, NGC 5487 est une radiogalaxie.